# Randy Choate
Randol Doyle Choate (né le 5 septembre 1975 à San Antonio, Texas, États-Unis) est un lanceur de relève gaucher de baseball qui évolue dans les Ligues majeures de 2000 à 2015.
Choate joue pour les Yankees de New York, les Diamondbacks de l'Arizona, les Rays de Tampa Bay, les Marlins de Miami, les Dodgers de Los Angeles et les Cardinals de Saint-Louis. 
Spécialiste gaucher, il effectue en général de courtes présences au monticule, n'affrontant fréquemment qu'un seul frappeur. En 2015 avec les Cardinals de Saint-Louis, il ne lance que 27 manches et un tiers en 71 matchs. Aucun lanceur dans l'histoire du baseball majeur n'a affiché un ratio de manches par match aussi bas.

## Carrière

### Yankees de New York
Joueur des Seminoles de la Florida State University, Randy Choate est repêché le 3 juin 1997 pat les Yankees de New York. Il débute en Ligue majeure le 1er juillet 2000 et prend part à la fin de saison 2000 menant les Yankees au titre. Il participe aux séries éliminatoires mais n'entre pas en jeu à l'occasion de la Série mondiale 2000. Il participe en revanche à la Série mondiale 2001 qui se solde par une défaite de Yankees. 

### Diamondbacks de l'Arizona
Après un crochet par les Expos de Montréal, où il est expédié durant l'hiver 2003-2004 avec Nick Johnson et Juan Rivera dans la transaction pour Javier Vázquez, Randy Choate est transféré chez les Diamondbacks de l'Arizona. Les Expos obtiennent John Patterson, un lanceur droitier, dans cet échange. Joueur occasionnel de Ligue majeure, Choate joue principalement en Triple-A avec les Tucson Sidewinders. L'année 2004 est la saison où les Diamondbacks l'utilisent le plus et il apparaît dans 74 parties.
Devenu agent libre après la saison 2006, Randy Choate signe chez les Twins du Minnesota, mais il est écarté pendant l'entraînement de printemps et retrouve les Diamondbacks de l'Arizona pour la saison 2007.
Après 4 saisons à faire le va-et-vient entre les ligues mineures et les Diamondbacks, Choate s'engage en 2008 avec les Brewers de Milwaukee mais se contente d'évoluer en Ligue mineures chez les Nashville Sounds.

### Rays de Tampa Bay
Il rejoint les Rays de Tampa Bay le 6 janvier 2009. En 2010, il est le lanceur qui joue le plus grand nombre de matchs (85) dans la Ligue américaine. Les Rays lui attribuent le rôle d'un spécialiste gaucher, lançant typiquement un nombre restreint de manches mais étant fréquemment utilisé. À sa première saison à Tampa en 2009, Choate compte 36 manches et un tiers de travail en 61 apparitions au monticule. Il remporte sa seule décision et présente une moyenne de points mérités de 3,47. Il réussit aussi ses 5 premiers sauvetages lors des quelques occasions où on l'emploie comme stoppeur
En 2010, il est le lanceur qui joue le plus grand nombre de matchs (85) dans la Ligue américaine. Il n'est guère impressionnant cependant, avec une moyenne de points mérités qui s'élève à 4,23 en 44 manches et deux tiers au monticule. Il remporte 4 victoires, un sommet en carrière, et 3 défaites sont portées à sa fiche. 

### Marlins de Miami

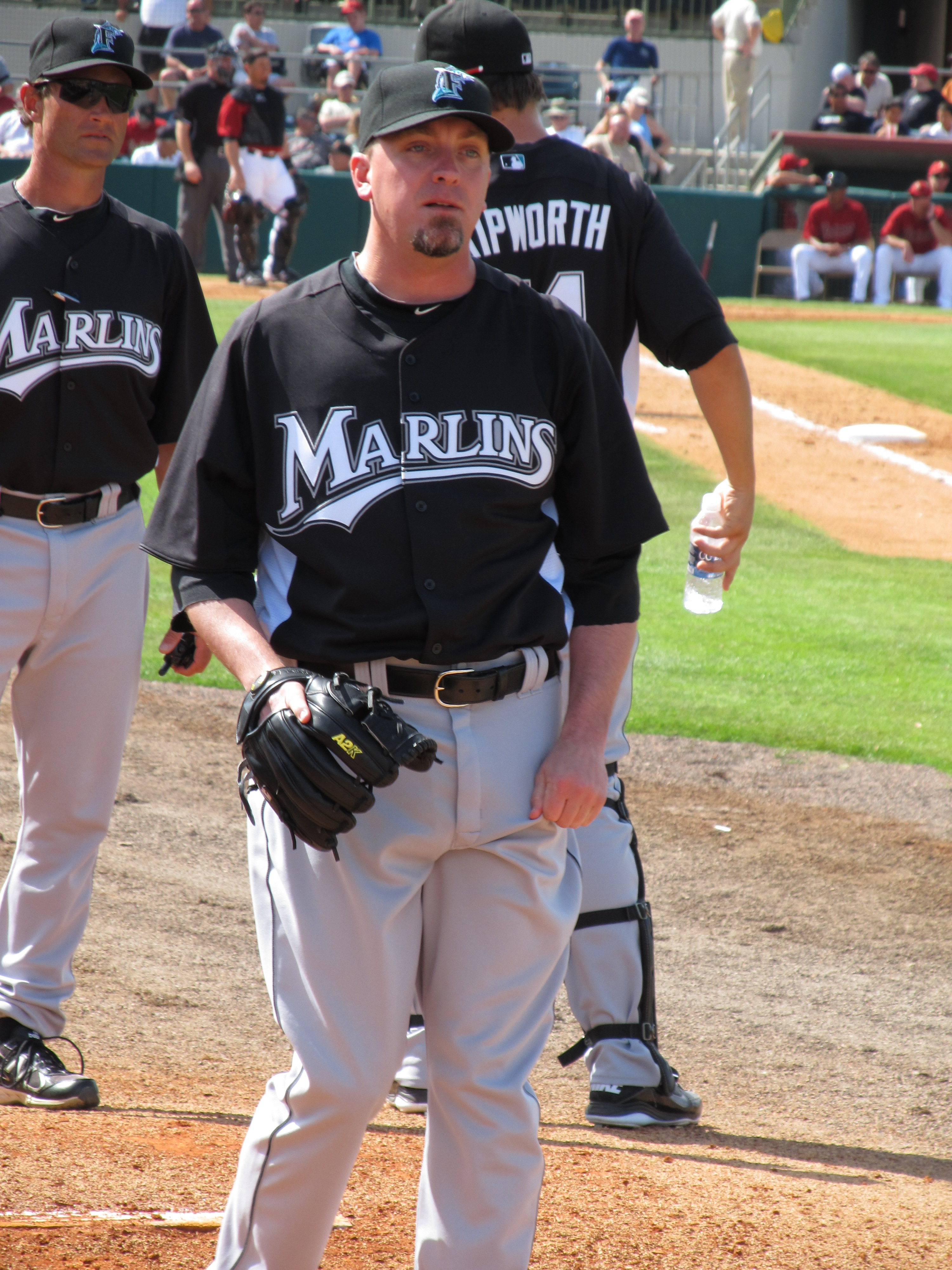
Randy Choate en 2011 avec les Marlins.

En décembre 2010, après deux saisons chez les Rays, il rejoint les Marlins de la Floride.
Il lance dans 54 parties de l'équipe en 2011 et, avec seulement 5 points mérités accordés dans toute la saison, il affiche sa meilleure moyenne de points mérités en carrière : 1,82 en 24 manches et deux tiers lancées. Il enregistre 31 retraits sur des prises, gagne un match et encaisse une défaite.
Choate maintient une moyenne de 2,44 avec 27 retraits sur des prises et un sauvetage en 25 manches et un tiers lancées dans ses 44 parties jouées pour les Marlins en 2012.

### Dodgers de Los Angeles
Le 25 juillet 2012, Choate et le joueur d'arrêt-court Hanley Ramírez sont transférés des Marlins aux Dodgers de Los Angeles en retour des lanceurs Nathan Eovaldi et Scott McGough. Le spécialiste gaucher totalise 13 manches et un tiers lancées en 36 apparitions en relève pour les Dodgers, au cours desquelles sa moyenne de points mérités s'élève à 4,05. Au total pour 2012, sa moyenne se chiffre à 3,03 en 38 manches et deux tiers lancées au total pour Miami et Los Angeles. Avec 80 présences au monticule, il est le lanceur qui participe au plus grand nombre de matchs dans le baseball majeur au cours de la saison 2012>.

### Cardinals de Saint-Louis
Le 7 décembre 2012, Choate rejoint les Cardinals de Saint-Louis, qui lui ont offert un contrat de 7,5 millions de dollars pour trois saisons.
Il connaît une brillante saison 2013 avec une moyenne de points mérités de 2,29 en 35 manches et un tiers lancées lors de 64 apparitions. Il joue 9 matchs de séries éliminatoires et n'accorde aucun point sur un seul coup sûr et un but-sur-balles en 3 manches et un tiers, incluant deux tiers de manches lancées dans la Série mondiale 2013 perdue par les Cardinals devant les Red Sox de Boston.
Les Cardinals font appel à leur spécialiste gaucher à 61 reprises en saison 2014 mais Choate s'avère moins efficace et voit sa moyenne de points mérités presque doubler pour atteindre 4,50 en 36 manches de travail.
Le gaucher maintient une moyenne de points mérités de 3,95 en 27 manches et un tiers lancées pour les Cardinals en 2015.
Le 11 mars 2016, il signe un contrat des ligues mineures avec les Blue Jays de Toronto. Il n'est pas retenu par l'équipe et met fin à sa carrière de 16 saisons dans les majeures.

## Statistiques
| Saison | Équipe     | G   | GS | CG | SHO | V  | D  | SV | IP    | SO  | ERA  |
| ------ | ---------- | --- | -- | -- | --- | -- | -- | -- | ----- | --- | ---- |
| 2000   | NY Yankees | 22  | 0  | 0  | 0   | 0  | 1  | 0  | 17.0  | 12  | 4,76 |
| 2001   | NY Yankees | 37  | 0  | 0  | 0   | 3  | 1  | 0  | 48.1  | 35  | 3,35 |
| 2002   | NY Yankees | 18  | 0  | 0  | 0   | 0  | 0  | 0  | 22.1  | 17  | 6,04 |
| 2003   | NY Yankees | 5   | 0  | 0  | 0   | 0  | 0  | 0  | 3.2   | 0   | 7,36 |
| 2004   | Arizona    | 74  | 0  | 0  | 0   | 2  | 4  | 0  | 50.2  | 49  | 4,62 |
| 2005   | Arizona    | 8   | 0  | 0  | 0   | 0  | 0  | 0  | 7.0   | 4   | 6,00 |
| 2006   | Arizona    | 30  | 0  | 0  | 0   | 0  | 1  | 0  | 16.0  | 12  | 3,94 |
| 2007   | Arizona    | 2   | 0  | 0  | 0   | 0  | 0  | 0  | 0.0   | 0   | 0,00 |
| 2009   | Tampa Bay  | 61  | 0  | 0  | 0   | 1  | 0  | 5  | 36.1  | 28  | 3,47 |
| 2010   | Tampa Bay  | 85  | 0  | 0  | 0   | 4  | 3  | 0  | 44.2  | 40  | 4,23 |
| Totaux | Totaux     | 342 | 0  | 0  | 0   | 10 | 10 | 5  | 246.0 | 197 | 4,39 |

| Saison | Équipe     | G | GS | CG | SHO | V | D | SV | IP  | SO | ERA  |
| ------ | ---------- | - | -- | -- | --- | - | - | -- | --- | -- | ---- |
| 2000   | NY Yankees | 2 | 0  | 0  | 0   | 0 | 0 | 0  | 1.2 | 2  | 5,40 |
| 2001   | NY Yankees | 2 | 0  | 0  | 0   | 0 | 0 | 0  | 3.2 | 2  | 2,45 |
| 2010   | Tampa Bay  | 3 | 0  | 0  | 0   | 0 | 0 | 0  | 1.0 | 0  | 0,00 |
| Totaux | Totaux     | 7 | 0  | 0  | 0   | 0 | 0 | 0  | 6.1 | 4  | 2,84 |

Note : G = Matches joués ; GS = Matches comme lanceur partant ; CG = Matches complets ; SHO = Blanchissages ; 
V = Victoires ; D = Défaites ; SV = Sauvetages ; IP = Manches lancées ; SO = Retraits sur des prises ; ERA = Moyenne de points mérités.